# Sonny & Cher
Sonny & Cher bylo americké duo zpěváků pop music a herců tvořené manželským párem Sonny a Cher Bono v letech 1964 až 1977. Pár začal svou kariéru v polovině 60. let jako doprovodní R&B zpěváci pro nahrávky producenta Phila Spectora. Proslavili se v roce 1965 dvěma hity Baby Don't Go a I Got You Babe.

## Filmografie
Film
- Wild on the Beach (1965)
- Good Times (1967)

Televize
- The Man from U.N.C.L.E. (1967)
- The Sonny & Cher Nitty Gritty Hour (1970)
- The Sonny & Cher Comedy Hour (1971–1974)
- The Sonny Comedy Revue (1974)
- The Cher Show (1975–1976)
- The Sonny & Cher Show (1976–1977)
- Sonny and Me: Cher Remembers (1998)

## Diskografie
- 1965 Look at Us
- 1966 The Wondrous World of Sonny & Cher
- 1967 In Case You're In Love
- 1967 Good Times
- 1971 Sonny & Cher Live
- 1971 All I Ever Need Is You
- 1974 Live In Las Vegas Vol. 2
- 1974 Mama Was a Rock and Roll Singer Papa Used to Write All Her Songs